# Trapstila
Trapstila o Traustila (m. 488) va ser un rei gèpid de Sírmium durant el segle v. Era pare del futur rei Traseric i oncle matern del general Mundus. El trobem citat a les fonts, l'any 488, en intentar aturar el pas dels ostrogots dirigits per Teodoric (r. 474-526). Aquests, camí d'Itàlia, van saquejar i atacar les terres per on passaven. Els gèpids de Trapsila van ser derrotats, i ell mort, a la batalla del Ulca. Va ser succeït posteriorment com rei de Sírmium per Traseric.